# Арбели-Альмозлино, Шошана
Шошана Арбели-Альмозлино (ивр. שושנה ארבלי-אלמוזלינו‎, 26 января 1926, Мосул, Ирак — 12 июня 2015, Тель-Авив) — израильский государственный деятель, депутат кнессета 6-12 созывов, министр здравоохранения Израиля в 22 правительстве.

## Биография
Родилась в Мосуле, в семье религиозных евреев по фамилии Арбели. Училась в арабской школе, затем в школе для учителей в Багдаде. У семьи были хорошие отношения с арабскими соседями до 1941 года, когда произошёл еврейский погром.
С 1946 года до репатриации в Израиль была членом сионистского подполья в Ираке. Задерживалась Иракскими властями за свою деятельность, 20 августа 1947 года нелегально была доставлена в Израиль в ходе операции «Майклберг».
В начале 1948 присоединилась к Ахдут ха-Авода и стала членом секретариата партии в Рамат-Гане.
С 1966 года депутат Кнессета с 6 по 12 созывы от партии «Ахдут ха-Авода» и блока партий Маарах. Дважды избиралась на пост заместителя председателя кнессета.
С 1984 по 1986 заместитель министра здравоохранения в 21-м правительстве.
В 1986 году в 22 правительстве была назначена на пост министра здравоохранения Израиля. Занимала пост по 1988 год.
Жила в Гиватаиме. В 1965 году вышла замуж за Натана Альмозлино, который к тому времени был вдовцом с двумя сыновьями. Муж помогал ей в депутатской и общественной деятельности. Умер в 2007 году.
Шошана собрала коллекцию кукол. Семья также пожертвовала средства театру Гиватаима, и один из залов театра носит имя Шошаны и Натана.
Умерла 12 июня 2015 года в Медицинском центре имени Сураски в Тель-Авиве, перед смертью страдала болезнью Альцгеймера.